# Тасоба (Акмолинская область)
Тасоба (каз. Тасоба) — упразднённое село в Есильском районе Акмолинской области Казахстана. Входило в состав Красивинского сельского округа. Код КАТО — 114857500. Упразднено в 2013 г.

## Население
В 1999 году население села составляло 293 человека (139 мужчин и 154 женщины). По данным переписи 2009 года, в селе проживало 5 человек (4 мужчины и 1 женщина).